# Leo Beenhakker
Leo Beenhakker (Rotterdam, 2 agosto 1942 – Rotterdam, 10 aprile 2025) è stato un allenatore di calcio olandese.

## Carriera

### Gli inizi
Dopo aver giocato nelle giovanili dello Tediro, Zwart Wit'28 e Xerxes, Beenhakker intraprende la carriera di allenatore con l'Epe nel 1965. Nella stagione 1967-1968 è vice del Go Ahead Eagles. Dal 1968 al 1972 ha allenato il Veendam e dal 1972 al 1975 Cambuur. Nel 1975 è stato alla guida del Cambuur. Nel 1976 è tornato ad allenare il Go Ahead Eagles. Dal 1978 al 1979 ha allenato le giovanili del Feyenoord.

### Scudetto con l'Ajax
L'8 settembre 1979 avviene il definitivo e importante salto di qualità: viene chiamato ad allenare l'Ajax di Amsterdam. Il primo anno conquista il campionato olandese. In Coppa dei Campioni vince addirittura 10-0 contro l'Omonia agli ottavi di finale e 4-0 contro il Strasburgo ai quarti. In semifinale finisce l'avventura europea con l'eliminazione per mano del Nottingham.
Il secondo anno ottiene il secondo posto in campionato, perdendo inoltre contro il Bayern Monaco per 5-1 ai quarti di finale di Coppa dei Campioni. Il 10 marzo 1981 si dimette da allenatore dell'Ajax. Lo sostituirà Aad de Mos che porterà la squadra al secondo posto in campionato.

### Real Saragozza
Dal 1º luglio 1981 viene ingaggiato dal Real Saragozza. In tre stagioni ottiene un 11º, un 6º e un 7º posto in campionato. Nel corso della sua esperienza spagnola viene soprannominato Don Leo. Lascia il club spagnolo il 30 giugno 1984.

### Ritorno nei Paesi Bassi e C.T. della Nazionale
Il 1º luglio 1984 torna nei Paesi Bassi al Volendam, raggiungendo un 15º posto finale in campionato. Lascia il club il 26 febbraio 1985 per passare alla guida dei orange.
Il 27 febbraio 1985 viene nominato C.T. della nazionale olandese. Il 20 novembre 1985 gli succede il veterano Rinus Michels in seguito alla mancata qualificazione per i Mondiali '86.

### I tre scudetti con il Real Madrid
Il 1º luglio 1986 viene ingaggiato come allenatore del Real Madrid. Al primo anno vince subito il campionato spagnolo, arriva in semifinale di Coppa del Re e in Coppa dei Campioni 1986-1987 esce in semifinale contro il Bayern Monaco dopo aver superato gli ottavi di finale battendo ai rigori la Juventus.
Al secondo anno vince di nuovo il campionato spagnolo, in Coppa dei Campioni esce in semifinale col PSV, dopo aver sconfitto, tra le altre, il Napoli di Maradona ai sedicesimi.
Al terzo e ultimo anno vince nuovamente la Liga spagnola e la Coppa del Re. In Coppa Campioni esce in semifinale, venendo eliminato dal Milan, patendo una cocente sconfitta in trasferta per 5-0, dopo l'1-1 casalingo dell'andata. Il 30 giugno 1989 lascia Madrid.

### Ritorno all'Ajax: secondo scudetto
Il 1º luglio 1989 fa ritorno nei Paesi Bassi, all'Ajax del promettente Dennis Bergkamp. Vince subito la Eredivisie olandese, ma ai trentaduesimi di Coppa UEFA avviene un episodio controverso che costerà carissimo ai Lancieri: al 104º minuto il portiere dell'Austria Vienna Franz Wohlfahrt venne colpito da una sbarra di ferro lanciata dagli spalti. Gli olandesi abbandoneranno il campo, ma la UEFA assegnerà la vittoria 3-0 a tavolino per gli austriaci, che avendo perso all'andata per 0-1 passano il turno (inoltre, l'Ajax viene squalificato per un anno dalle competizioni europee).
L'anno seguente arriva secondo a pari punti (53) col PSV in campionato, ma non vincerà il titolo a causa della differenza reti sfavorevole. Inizialmente riconfermato per una terza stagione alla guida dei Lancieri, lascia il club il 28 settembre 1991, giorno della decima giornata di campionato.

### Italia '90 con la nazionale olandese
Il 30 maggio 1990 viene chiamato ad allenare nuovamente la nazionale olandese in sostituzione di Thijs Libregts. Ai mondiali italiani del 1990 esce agli ottavi di finale contro la Germania, che per l'occasione si laureerà campione del mondo. Il bilancio in nazionale sarà di 1 vittoria, 3 pareggi e 2 sconfitte. Lascia il ruolo di ct il 24 giugno 1990.

### Ritorno al Real Madrid ed esperienza in Svizzera
Il 1º novembre 1991 torna in Spagna al Real Madrid per sostituire Radomir Antić. Arriva secondo in campionato e perde la semifinale di Coppa UEFA con il Torino. Lascia il club il 30 giugno 1992.
Il 1º luglio 1992 si trasferisce in Svizzera al Grasshoppers di Zurigo arrivando secondo in Coppa di Svizzera. Lascia il club il 30 giugno 1993.

### Nazionale saudita ed USA '94
Il 1º luglio 1993 viene nominato C.T. dell'Arabia Saudita. Qualifica la squadra ma alla vigilia del torneo viene sostituito dall'argentino Jorge Solari. Ai mondiali americani del 1994 l'Arabia Saudita si qualifica addirittura agli ottavi di finale, piazzandosi al secondo posto nel girone dietro proprio alla sua Paesi Bassi e battendo il Belgio e il Marocco. L'avventura mondiale finisce contro la Svezia per 3-1 al minuto 88 con la doppietta di Andersson.

### In Messico ed in Turchia
Il 1º luglio 1994 viene ingaggiato dai messicani dell'America. La vittoria finale del campionato sarà però del Club Necaxa. Lascia i messicani il 6 aprile 1995.
Dal 1º gennaio 1995 al 1º ottobre 1995 è alla guida dell'İstanbulspor, nella prima divisione turca; il 4 novembre 1995 torna in Messico al Chivas. Il campionato lo vincerà di nuovo il Club Necaxa. Rimane alla guida della squadra fino al 30 giugno 1996.

### Vitesse e scudetto con il Feyenoord
Il 1º luglio 1996 torna nei Paesi Bassi al Vitesse raggiungendo un quinto posto in campionato. Lascia il club il 30 giugno 1997.
Il 28 ottobre 1997 viene ingaggiato dal Feyenoord Rotterdam, dove aveva già allenato le selezioni giovanili negli anni settanta. Al primo anno arriva quarto in campionato. Al secondo anno vince il Eredivisie 1998-1999 con un distacco di quindici punti dalla seconda, il Willem II. Al terzo anno si piazza al terzo posto di campionato. In Champions League (Ex Coppa dei Campioni) raggiunge la seconda fase a gironi, piazzandosi al terzo posto dietro a Lazio e Chelsea. Lascia i bianco-rossi il 10 aprile 2000.

### D.T. dell'Ajax
Dal 2000 al 9 ottobre 2003 svolge il ruolo di Direttore Tecnico all'Ajax. Con l'Ajax vince tre titoli nel 2002: scudetto, Coppa d'Olanda contro l'Utrecht e Johan Cruijff Schaal. In Champions League nel 2003 l'Ajax esce ai quarti di finale, sconfitto dal Milan, che poi vincerà la competizione. Nel 2001 riuscì ad acquistare Zlatan Ibrahimović dal Malmö FF per 19,2 milioni di fiorini (7,8 milioni di euro), l'acquisto più costoso della storia dell'Ajax.

### America e De Graafschap
Il 1º luglio 2003 ritorna ad allenare in Messico, all'America. Il campionato lo vince l'UNAM Pumas. Lascia il club il 30 giugno 2004.
Nel 2004 torna nei Paesi Bassi, al De Graafschap come Direttore tecnico, portandolo alla retrocessione.

### Trinidad e Tobago
Il 30 marzo 2005 viene nominato C.T. del Trinidad e Tobago. Alla CONCACAF Gold Cup 2005 non supera il primo turno piazzandosi al quarto posto nel girone.
Ottiene inoltre la prima storica qualificazione ai Mondiali della Nazionale centroamericana, che nei Mondiali 2006 viene però eliminata al termine della fase a gironi con un bilancio di un pareggio e due sconfitte; lascia la guida della Nazionale l'11 luglio 2006.

### C.T. della Polonia ed allenatore ad interim del Feyenoord
Dopo i mondiali tedeschi, l'11 luglio viene chiamato ad allenare la nazionale polacca, primo allenatore straniero a ricoprire tale incarico. Riesce a qualificarsi per Euro 2008 piazzandosi al primo posto del Girone A.
Agli Europei del 2008 esce subito ai gironi piazzandosi quarto. I biancorossi non riescono a qualificarsi per Sudafrica 2010.
Viene esonerato dall'incarico il 10 settembre 2009.
Dal 5 maggio 2007 diventa allenatore ad interim del Feyenoord sostituendo Erwin Koeman. Il 18 giugno 2007 lascia il posto a Bert van Marwijk.

### D.S. di Feyenoord e Újpest
Dal 9 ottobre 2009 al 24 gennaio 2011 Beenhakker è stato il Direttore Sportivo del Feyenoord Rotterdam. Dal 29 luglio 2011 al 1º novembre 2011 è stato invece il Direttore Sportivo dell'Újpest, squadra della prima divisione ungherese.

### Ritorno a Trinidad e Tobago
Il 18 giugno 2013 ritorna al Trinidad e Tobago come consulente tecnico.

## Statistiche

### Club
Statistiche aggiornate al 27 gennaio 2025; in grassetto le competizioni vinte.
| Stagione              | Squadra               | Campionato            | Campionato | Campionato | Campionato | Campionato | Coppe nazionali | Coppe nazionali | Coppe nazionali | Coppe nazionali | Coppe nazionali | Coppe continentali | Coppe continentali | Coppe continentali | Coppe continentali | Coppe continentali | Altre coppe | Altre coppe | Altre coppe | Altre coppe | Altre coppe | Totale | Totale | Totale | Totale | % Vittorie | Piazzamento |
| Stagione              | Squadra               | Comp                  | G          | V          | N          | P          | Comp            | G               | V               | N               | P               | Comp               | G                  | V                  | N                  | P                  | Comp        | G           | V           | N           | P           | G      | V      | N      | P      | %          | Piazzamento |
| --------------------- | --------------------- | --------------------- | ---------- | ---------- | ---------- | ---------- | --------------- | --------------- | --------------- | --------------- | --------------- | ------------------ | ------------------ | ------------------ | ------------------ | ------------------ | ----------- | ----------- | ----------- | ----------- | ----------- | ------ | ------ | ------ | ------ | ---------- | ----------- |
| 1968-1969             | Veendam               | EE                    | 34         | 15         | 7          | 12         | CO              | 1               | 0               | 0               | 1               | -                  | -                  | -                  | -                  | -                  | -           | -           | -           | -           | -           | 35     | 15     | 7      | 13     | 42,86      | 7º          |
| 1969-1970             | Veendam               | EE                    | 34         | 10         | 10         | 14         | CO              | 1               | 0               | 0               | 1               | -                  | -                  | -                  | -                  | -                  | -           | -           | -           | -           | -           | 35     | 10     | 10     | 15     | 28,57      | 12º         |
| 1970-1971             | Veendam               | EE                    | 30         | 7          | 10         | 13         | CO              | 1               | 0               | 0               | 1               | -                  | -                  | -                  | -                  | -                  | -           | -           | -           | -           | -           | 31     | 7      | 10     | 14     | 22,58      | 13º         |
| 1971-1972             | Veendam               | EE                    | 40         | 14         | 12         | 14         | CO              | 1               | 0               | 0               | 1               | -                  | -                  | -                  | -                  | -                  | -           | -           | -           | -           | -           | 41     | 14     | 12     | 15     | 34,15      | Eson.       |
| Totale Veendam        | Totale Veendam        | Totale Veendam        | 138        | 46         | 39         | 53         |                 | 4               | 0               | 0               | 4               |                    | -                  | -                  | -                  | -                  |             | -           | -           | -           | -           | 142    | 46     | 39     | 57     | 32,39      |             |
| 1972-1973             | Cambuur               | EE                    | 38         | 12         | 20         | 6          | CO              | 1               | 0               | 0               | 1               | -                  | -                  | -                  | -                  | -                  | -           | -           | -           | -           | -           | 39     | 12     | 20     | 7      | 30,77      | 7º          |
| 1973-1974             | Cambuur               | EE                    | 38         | 13         | 12         | 13         | CO              | 1               | 0               | 0               | 1               | -                  | -                  | -                  | -                  | -                  | -           | -           | -           | -           | -           | 39     | 13     | 12     | 14     | 33,33      | 11º         |
| 1974-mar. 1975        | Cambuur               | EE                    | 30         | 9          | 8          | 13         | CO              | 2               | 0               | 2               | 0               | -                  | -                  | -                  | -                  | -                  | -           | -           | -           | -           | -           | 32     | 9      | 10     | 13     | 28,13      | Eson.       |
| Totale Cambuur        | Totale Cambuur        | Totale Cambuur        | 106        | 34         | 40         | 32         |                 | 4               | 0               | 2               | 2               |                    | -                  | -                  | -                  | -                  |             | -           | -           | -           | -           | 110    | 34     | 42     | 34     | 30,91      |             |
| 1975-mar. 1976        | Go Ahead Eagles       | ED                    | 25         | 4          | 9          | 12         | CO              | 2               | 1               | 1               | 0               | -                  | -                  | -                  | -                  | -                  | -           | -           | -           | -           | -           | 27     | 5      | 10     | 12     | 18,52      | Eson.       |
| set. 1979-1980        | Ajax                  | ED                    | 30         | 19         | 5          | 6          | CO              | 7               | 4               | 2               | 1               | CC                 | 8                  | 5                  | 1                  | 2                  | -           | -           | -           | -           | -           | 49     | 31     | 9      | 9      | 63,27      | Sub. 1º     |
| 1980-mar. 1981        | Ajax                  | ED                    | 20         | 10         | 3          | 7          | CO              | 3               | 3               | 0               | 0               | CC                 | 4                  | 3                  | 0                  | 1                  | -           | -           | -           | -           | -           | 36     | 11     | 8      | 17     | 30,56      | Dimis.      |
| mar.-apr. 1981        | Real Saragozza        | PD                    | 6          | 2          | 2          | 2          | CR              | -               | -               | -               | -               | -                  | -                  | -                  | -                  | -                  | -           | -           | -           | -           | -           | 6      | 2      | 2      | 2      | 33,33      | Sub. 14°    |
| 1981-1982             | Real Saragozza        | PD                    | 34         | 13         | 8          | 13         | CR              | 10              | 8               | 0               | 2               | -                  | -                  | -                  | -                  | -                  | -           | -           | -           | -           | -           | 44     | 21     | 8      | 15     | 47,73      | 11º         |
| 1982-1983             | Real Saragozza        | PD                    | 34         | 17         | 6          | 11         | CR+CdL          | 4+6             | 3+4             | 0+0             | 1+2             | -                  | -                  | -                  | -                  | -                  | -           | -           | -           | -           | -           | 44     | 24     | 6      | 12     | 54,55      | 6º          |
| 1983-1984             | Real Saragozza        | PD                    | 34         | 12         | 11         | 11         | CR+CdL          | 6+2             | 4+0             | 1+0             | 1+2             | -                  | -                  | -                  | -                  | -                  | -           | -           | -           | -           | -           | 42     | 16     | 12     | 14     | 38,10      | 7º          |
| Totale Real Saragozza | Totale Real Saragozza | Totale Real Saragozza | 108        | 44         | 27         | 37         |                 | 28              | 19              | 1               | 8               |                    | -                  | -                  | -                  | -                  |             | -           | -           | -           | -           | 136    | 63     | 28     | 45     | 46,32      |             |
| 1984-feb. 1985        | Volendam              | ED                    | 18         | 7          | 5          | 6          | CO              | 3               | 2               | 1               | 0               | -                  | -                  | -                  | -                  | -                  | -           | -           | -           | -           | -           | 21     | 9      | 6      | 6      | 42,86      | Dimis.      |
| 1986-1987             | Real Madrid           | PD                    | 44         | 27         | 12         | 5          | CR              | 6               | 4               | 1               | 1               | CC                 | 8                  | 4                  | 0                  | 4                  | -           | -           | -           | -           | -           | 58     | 35     | 13     | 10     | 60,34      | 1º          |
| 1987-1988             | Real Madrid           | PD                    | 38         | 28         | 6          | 4          | CR              | 8               | 3               | 2               | 3               | CC                 | 8                  | 4                  | 3                  | 1                  | -           | -           | -           | -           | -           | 54     | 35     | 11     | 8      | 64,81      | 1º          |
| 1988-1989             | Real Madrid           | PD                    | 38         | 25         | 12         | 1          | CR              | 9               | 6               | 2               | 1               | CC                 | 8                  | 5                  | 2                  | 1                  | SS+SS       | 2+0         | 1+0         | 0+0         | 1+0         | 57     | 37     | 16     | 4      | 64,91      | 1º          |
| 1989-1990             | Ajax                  | ED                    | 34         | 19         | 11         | 4          | CO              | 4               | 3               | 1               | 0               | CU                 | 2                  | 0                  | 0                  | 2                  | -           | -           | -           | -           | -           | 40     | 22     | 12     | 6      | 55,00      | 1º          |
| 1990-1991             | Ajax                  | ED                    | 34         | 22         | 9          | 3          | CO              | 3               | 2               | 0               | 1               | -                  | -                  | -                  | -                  | -                  | -           | -           | -           | -           | -           | 37     | 24     | 9      | 4      | 64,86      | 2º          |
| ago.-set. 1991        | Ajax                  | ED                    | 6          | 5          | 1          | 0          | CO              | -               | -               | -               | -               | CU                 | 1                  | 1                  | 0                  | 0                  | -           | -           | -           | -           | -           | 7      | 6      | 1      | 0      | 85,71      | Dimis.      |
| Totale Ajax           | Totale Ajax           | Totale Ajax           | 124        | 75         | 29         | 20         |                 | 17              | 12              | 3               | 2               |                    | 15                 | 9                  | 1                  | 5                  |             | -           | -           | -           | -           | 156    | 96     | 33     | 27     | 61,54      |             |
| feb.-giu. 1992        | Real Madrid           | PD                    | 19         | 9          | 5          | 5          | CR              | 5               | 3               | 1               | 1               | CU                 | 4                  | 2                  | 1                  | 1                  | -           | -           | -           | -           | -           | 28     | 14     | 7      | 7      | 50,00      | Sub. 2º     |
| Totale Real Madrid    | Totale Real Madrid    | Totale Real Madrid    | 139        | 89         | 35         | 15         |                 | 28              | 16              | 6               | 6               |                    | 28                 | 15                 | 6                  | 7                  |             | 2           | 1           | 0           | 1           | 197    | 121    | 47     | 29     | 61,42      |             |
| 1992-1993             | Grasshoppers          | LNA                   | 22+14      | 5+10       | 11+2       | 6+2        | CS              | 6               | 5               | 0               | 1               | CU                 | 4                  | 2                  | 0                  | 2                  | Int.        | 6           | 1           | 2           | 3           | 52     | 23     | 15     | 14     | 44,23      | 9°          |
| 1994-apr. 1995        | América               | PD                    | 31         | 18         | 9          | 4          | CM              | 3               | 2               | 1               | 0               | -                  | -                  | -                  | -                  | -                  | -           | -           | -           | -           | -           | 34     | 20     | 10     | 4      | 58,82      | Eson.       |
| ago.-ott. 1995        | İstanbulspor          | T.1L                  | 8          | 1          | 0          | 7          | TK              | -               | -               | -               | -               | -                  | -                  | -                  | -                  | -                  | -           | -           | -           | -           | -           | 8      | 1      | 0      | 7      | 12,50      | Eson.       |
| nov. 1995-1996        | Guadalajara           | PD                    | 24         | 9          | 6          | 9          | CM              | 5               | 4               | 0               | 1               | -                  | -                  | -                  | -                  | -                  | -           | -           | -           | -           | -           | 29     | 13     | 6      | 10     | 44,83      | Sub. 12°    |
| 1996-gen. 1997        | Vitesse               | ED                    | 20         | 9          | 6          | 5          | CO              | 4               | 3               | 1               | 0               | -                  | -                  | -                  | -                  | -                  | -           | -           | -           | -           | -           | 24     | 12     | 7      | 5      | 50,00      | Eson.       |
| ott. 1997-1998        | Feyenoord             | ED                    | 23         | 12         | 5          | 6          | CO              | 3               | 2               | 0               | 1               | UCL                | 3                  | 2                  | 0                  | 1                  | -           | -           | -           | -           | -           | 29     | 16     | 5      | 8      | 55,17      | Sub. 4°     |
| 1998-1999             | Feyenoord             | ED                    | 34         | 25         | 5          | 4          | CO              | 4               | 3               | 0               | 1               | CU                 | 2                  | 1                  | 0                  | 1                  | -           | -           | -           | -           | -           | 40     | 29     | 5      | 6      | 72,50      | 1º          |
| 1999-apr. 2000        | Feyenoord             | ED                    | 29         | 15         | 8          | 6          | CO              | 1               | 0               | 0               | 1               | UCL                | 12                 | 3                  | 7                  | 2                  | SO          | 1           | 1           | 0           | 0           | 43     | 19     | 15     | 9      | 44,19      | Dimis.      |
| 2003-2004             | América               | A+C                   | 19+19+2    | 8+9+0      | 4+5+0      | 7+5+2      | -               | -               | -               | -               | -               | CL                 | 5                  | 4                  | 1                  | 0                  | Int.        | 6           | 4           | 2           | 0           | 51     | 25     | 12     | 14     | 49,02      | 9°, 5°      |
| Totale América        | Totale América        | Totale América        | 71         | 35         | 18         | 18         |                 | 3               | 2               | 1               | 0               |                    | 5                  | 4                  | 1                  | 0                  |             | 6           | 4           | 2           | 0           | 85     | 45     | 22     | 18     | 52,94      |             |
| mag. 2007             | Feyenoord             | ED                    | 2          | 0          | 1          | 1          | CO              | -               | -               | -               | -               | -                  | -                  | -                  | -                  | -                  | -           | -           | -           | -           | -           | 2      | 0      | 1      | 1      | &0,00      | Interim     |
| Totale Feyenoord      | Totale Feyenoord      | Totale Feyenoord      | 88         | 52         | 19         | 17         |                 | 8               | 5               | 0               | 3               |                    | 17                 | 6                  | 7                  | 4                  |             | 1           | 1           | 0           | 0           | 114    | 64     | 26     | 24     | 56,14      |             |
| Totale carriera       | Totale carriera       | Totale carriera       | 905        | 420        | 246        | 239        |                 | 112             | 69              | 16              | 27              |                    | 69                 | 36                 | 15                 | 18                 |             | 15          | 7           | 4           | 4           | 1 101  | 532    | 281    | 288    | 48,32      |             |

### Nazionale

#### Panchine da commissario tecnico della nazionale olandese
| Cronologia completa delle presenze e delle reti in nazionale ― Paesi Bassi | Cronologia completa delle presenze e delle reti in nazionale ― Paesi Bassi | Cronologia completa delle presenze e delle reti in nazionale ― Paesi Bassi | Cronologia completa delle presenze e delle reti in nazionale ― Paesi Bassi | Cronologia completa delle presenze e delle reti in nazionale ― Paesi Bassi | Cronologia completa delle presenze e delle reti in nazionale ― Paesi Bassi | Cronologia completa delle presenze e delle reti in nazionale ― Paesi Bassi | Cronologia completa delle presenze e delle reti in nazionale ― Paesi Bassi |
| Data                                                                       | Città                                                                      | In casa                                                                    | Risultato                                                                  | Ospiti                                                                     | Competizione                                                               | Reti                                                                       | Note                                                                       |
| -------------------------------------------------------------------------- | -------------------------------------------------------------------------- | -------------------------------------------------------------------------- | -------------------------------------------------------------------------- | -------------------------------------------------------------------------- | -------------------------------------------------------------------------- | -------------------------------------------------------------------------- | -------------------------------------------------------------------------- |
| 27-2-1985                                                                  | Amsterdam                                                                  | Paesi Bassi                                                                | 7 – 1                                                                      | Cipro                                                                      | Qual. Mondiali 1986                                                        | -                                                                          |                                                                            |
| 1-5-1985                                                                   | Rotterdam                                                                  | Paesi Bassi                                                                | 1 – 1                                                                      | Austria                                                                    | Qual. Mondiali 1986                                                        | -                                                                          |                                                                            |
| 15-5-1985                                                                  | Budapest                                                                   | Ungheria                                                                   | 0 – 1                                                                      | Paesi Bassi                                                                | Qual. Mondiali 1986                                                        | -                                                                          |                                                                            |
| 4-9-1985                                                                   | Heerenveen                                                                 | Paesi Bassi                                                                | 1 – 0                                                                      | Bulgaria                                                                   | Amichevole                                                                 | -                                                                          |                                                                            |
| 16-10-1985                                                                 | Bruxelles                                                                  | Belgio                                                                     | 1 – 0                                                                      | Paesi Bassi                                                                | Qual. Mondiali 1986                                                        | -                                                                          |                                                                            |
| 20-11-1985                                                                 | Rotterdam                                                                  | Paesi Bassi                                                                | 2 – 1                                                                      | Belgio                                                                     | Qual. Mondiali 1986                                                        | -                                                                          |                                                                            |
| 12-3-1986                                                                  | Lipsia                                                                     | Germania Est                                                               | 0 – 1                                                                      | Paesi Bassi                                                                | Amichevole                                                                 | -                                                                          |                                                                            |
| 30-5-1990                                                                  | Vienna                                                                     | Austria                                                                    | 3 – 2                                                                      | Paesi Bassi                                                                | Amichevole                                                                 | -                                                                          |                                                                            |
| 3-6-1990                                                                   | Zagabria                                                                   | Jugoslavia                                                                 | 0 – 2                                                                      | Paesi Bassi                                                                | Amichevole                                                                 | -                                                                          |                                                                            |
| 12-6-1990                                                                  | Palermo                                                                    | Paesi Bassi                                                                | 1 – 1                                                                      | Egitto                                                                     | Mondiali 1990 - Fase a gironi                                              | -                                                                          |                                                                            |
| 16-6-1990                                                                  | Cagliari                                                                   | Inghilterra                                                                | 0 – 0                                                                      | Paesi Bassi                                                                | Mondiali 1990 - Fase a gironi                                              | -                                                                          |                                                                            |
| 21-6-1990                                                                  | Palermo                                                                    | Irlanda                                                                    | 1 – 1                                                                      | Paesi Bassi                                                                | Mondiali 1990 - Fase a gironi                                              | -                                                                          |                                                                            |
| 24-6-1990                                                                  | Milano                                                                     | Germania Ovest                                                             | 2 – 1                                                                      | Paesi Bassi                                                                | Mondiali 1990 - Ottavi di finale                                           | -                                                                          |                                                                            |
| Totale                                                                     |                                                                            | Presenze                                                                   | 13                                                                         |                                                                            | Reti                                                                       |                                                                            |                                                                            |

#### Nazionale polacca
| Squadra | Naz                | dal            | al               | Record | Record | Record | Record     | Record | Record | Record | Record |
| G       | V                  | N              | P                | GF     | GS     | DR     | % Vittorie |        |        |        |        |
| ------- | ------------------ | -------------- | ---------------- | ------ | ------ | ------ | ---------- | ------ | ------ | ------ | ------ |
| Polonia | Polonia (bandiera) | 16 agosto 2006 | 9 settembre 2009 | 47     | 22     | 13     | 12         | 75     | 47     | +28    | 46,81  |

##### Panchine da commissario tecnico della nazionale polacca
| Cronologia completa delle presenze e delle reti in nazionale ― Polonia | Cronologia completa delle presenze e delle reti in nazionale ― Polonia | Cronologia completa delle presenze e delle reti in nazionale ― Polonia | Cronologia completa delle presenze e delle reti in nazionale ― Polonia | Cronologia completa delle presenze e delle reti in nazionale ― Polonia | Cronologia completa delle presenze e delle reti in nazionale ― Polonia | Cronologia completa delle presenze e delle reti in nazionale ― Polonia | Cronologia completa delle presenze e delle reti in nazionale ― Polonia |
| Data                                                                   | Città                                                                  | In casa                                                                | Risultato                                                              | Ospiti                                                                 | Competizione                                                           | Reti                                                                   | Note                                                                   |
| ---------------------------------------------------------------------- | ---------------------------------------------------------------------- | ---------------------------------------------------------------------- | ---------------------------------------------------------------------- | ---------------------------------------------------------------------- | ---------------------------------------------------------------------- | ---------------------------------------------------------------------- | ---------------------------------------------------------------------- |
| 16-8-2006                                                              | Odense                                                                 | Danimarca                                                              | 2 – 0                                                                  | Polonia                                                                | Amichevole                                                             | -                                                                      |                                                                        |
| 2-9-2006                                                               | Bydgoszcz                                                              | Polonia                                                                | 1 – 3                                                                  | Finlandia                                                              | Qual. Euro 2008                                                        | -                                                                      |                                                                        |
| 6-9-2006                                                               | Varsavia                                                               | Polonia                                                                | 1 – 1                                                                  | Serbia                                                                 | Qual. Euro 2008                                                        | -                                                                      |                                                                        |
| 7-10-2006                                                              | Almaty                                                                 | Kazakistan                                                             | 0 – 1                                                                  | Polonia                                                                | Qual. Euro 2008                                                        | -                                                                      |                                                                        |
| 11-10-2006                                                             | Chorzów                                                                | Polonia                                                                | 2 – 1                                                                  | Portogallo                                                             | Qual. Euro 2008                                                        | -                                                                      |                                                                        |
| 15-11-2006                                                             | Bruxelles                                                              | Belgio                                                                 | 0 – 1                                                                  | Polonia                                                                | Qual. Euro 2008                                                        | -                                                                      |                                                                        |
| 6-12-2006                                                              | Abu Dhabi                                                              | Emirati Arabi Uniti                                                    | 2 – 5                                                                  | Polonia                                                                | Amichevole                                                             | -                                                                      |                                                                        |
| 3-2-2007                                                               | Jerez de la Frontera                                                   | Polonia                                                                | 4 – 0                                                                  | Estonia                                                                | Amichevole                                                             | -                                                                      |                                                                        |
| 7-2-2007                                                               | Jerez de la Frontera                                                   | Polonia                                                                | 2 – 2                                                                  | Slovacchia                                                             | Amichevole                                                             | -                                                                      |                                                                        |
| 24-3-2007                                                              | Varsavia                                                               | Polonia                                                                | 5 – 0                                                                  | Azerbaigian                                                            | Qual. Euro 2008                                                        | -                                                                      |                                                                        |
| 28-3-2007                                                              | Kielce                                                                 | Polonia                                                                | 1 – 0                                                                  | Armenia                                                                | Qual. Euro 2008                                                        | -                                                                      |                                                                        |
| 2-6-2007                                                               | Baku                                                                   | Azerbaigian                                                            | 1 – 3                                                                  | Polonia                                                                | Qual. Euro 2008                                                        | -                                                                      |                                                                        |
| 6-6-2007                                                               | Erevan                                                                 | Armenia                                                                | 1 – 0                                                                  | Polonia                                                                | Qual. Euro 2008                                                        | -                                                                      |                                                                        |
| 22-8-2007                                                              | Mosca                                                                  | Russia                                                                 | 2 – 2                                                                  | Polonia                                                                | Amichevole                                                             | -                                                                      |                                                                        |
| 8-9-2007                                                               | Lisbona                                                                | Portogallo                                                             | 2 – 2                                                                  | Polonia                                                                | Qual. Euro 2008                                                        | -                                                                      |                                                                        |
| 12-9-2007                                                              | Helsinki                                                               | Finlandia                                                              | 0 – 0                                                                  | Polonia                                                                | Qual. Euro 2008                                                        | -                                                                      |                                                                        |
| 13-10-2007                                                             | Varsavia                                                               | Polonia                                                                | 3 – 1                                                                  | Kazakistan                                                             | Qual. Euro 2008                                                        | -                                                                      |                                                                        |
| 17-10-2007                                                             | Łódź                                                                   | Polonia                                                                | 0 – 1                                                                  | Ungheria                                                               | Amichevole                                                             | -                                                                      |                                                                        |
| 17-11-2007                                                             | Chorzów                                                                | Polonia                                                                | 2 – 0                                                                  | Belgio                                                                 | Qual. Euro 2008                                                        | -                                                                      |                                                                        |
| 21-11-2007                                                             | Belgrado                                                               | Serbia                                                                 | 2 – 2                                                                  | Polonia                                                                | Qual. Euro 2008                                                        | -                                                                      |                                                                        |
| 15-11-2007                                                             | Antalya                                                                | Bosnia ed Erzegovina                                                   | 0 – 1                                                                  | Polonia                                                                | Amichevole                                                             | -                                                                      |                                                                        |
| 2-2-2008                                                               | Paphos                                                                 | Finlandia                                                              | 0 – 1                                                                  | Polonia                                                                | Torneo Internazionale di Cipro                                         | -                                                                      |                                                                        |
| 6-2-2008                                                               | Larnaca                                                                | Rep. Ceca                                                              | 0 – 2                                                                  | Polonia                                                                | Torneo Internazionale di Cipro                                         | -                                                                      |                                                                        |
| 27-2-2008                                                              | Wronki                                                                 | Polonia                                                                | 2 – 0                                                                  | Estonia                                                                | Amichevole                                                             | -                                                                      |                                                                        |
| 26-3-2008                                                              | Cracovia                                                               | Polonia                                                                | 0 – 3                                                                  | Stati Uniti                                                            | Amichevole                                                             | -                                                                      |                                                                        |
| 26-5-2008                                                              | Reutlingen                                                             | Polonia                                                                | 1 – 1                                                                  | Macedonia                                                              | Amichevole                                                             | -                                                                      |                                                                        |
| 27-5-2008                                                              | Reutlingen                                                             | Albania                                                                | 0 – 1                                                                  | Polonia                                                                | Amichevole                                                             | -                                                                      |                                                                        |
| 1-6-2008                                                               | Chorzów                                                                | Polonia                                                                | 1 – 1                                                                  | Danimarca                                                              | Amichevole                                                             | -                                                                      |                                                                        |
| 8-6-2008                                                               | Klagenfurt am Wörthersee                                               | Germania                                                               | 2 – 0                                                                  | Polonia                                                                | Euro 2008 - Fase a gironi                                              | -                                                                      |                                                                        |
| 12-6-2008                                                              | Vienna                                                                 | Austria                                                                | 1 – 1                                                                  | Polonia                                                                | Euro 2008 - Fase a gironi                                              | -                                                                      |                                                                        |
| 16-6-2008                                                              | Klagenfurt am Wörthersee                                               | Croazia                                                                | 1 – 0                                                                  | Polonia                                                                | Euro 2008 - Fase a gironi                                              | -                                                                      |                                                                        |
| 20-8-2008                                                              | Leopoli                                                                | Ucraina                                                                | 1 – 0                                                                  | Polonia                                                                | Amichevole                                                             | -                                                                      |                                                                        |
| 6-9-2008                                                               | Breslavia                                                              | Polonia                                                                | 1 – 1                                                                  | Slovenia                                                               | Qual. Mondiali 2010                                                    | -                                                                      |                                                                        |
| 10-9-2008                                                              | Serravalle                                                             | San Marino                                                             | 0 – 2                                                                  | Polonia                                                                | Qual. Mondiali 2010                                                    | -                                                                      |                                                                        |
| 11-10-2008                                                             | Chorzów                                                                | Polonia                                                                | 2 – 1                                                                  | Rep. Ceca                                                              | Qual. Mondiali 2010                                                    | -                                                                      |                                                                        |
| 15-10-2008                                                             | Bratislava                                                             | Slovacchia                                                             | 2 – 1                                                                  | Polonia                                                                | Qual. Mondiali 2010                                                    | -                                                                      |                                                                        |
| 19-11-2008                                                             | Dublino                                                                | Irlanda                                                                | 2 – 3                                                                  | Polonia                                                                | Amichevole                                                             | -                                                                      |                                                                        |
| 14-12-2008                                                             | Aksu                                                                   | Polonia                                                                | 1 – 0                                                                  | Serbia                                                                 | Amichevole                                                             | -                                                                      |                                                                        |
| 7-2-2009                                                               | Loulé                                                                  | Lituania                                                               | 1 – 1                                                                  | Polonia                                                                | Amichevole                                                             | -                                                                      |                                                                        |
| 11-2-2009                                                              | Vila Real de Santo António                                             | Galles                                                                 | 0 – 1                                                                  | Polonia                                                                | Amichevole                                                             | -                                                                      |                                                                        |
| 28-3-2009                                                              | Belfast                                                                | Irlanda del Nord                                                       | 3 – 2                                                                  | Polonia                                                                | Qual. Mondiali 2010                                                    | -                                                                      |                                                                        |
| 1-4-2009                                                               | Kielce                                                                 | Polonia                                                                | 10 – 0                                                                 | San Marino                                                             | Qual. Mondiali 2010                                                    | -                                                                      |                                                                        |
| 6-6-2009                                                               | Johannesburg                                                           | Sudafrica                                                              | 1 – 0                                                                  | Polonia                                                                | Amichevole                                                             | -                                                                      |                                                                        |
| 9-6-2009                                                               | Città del Capo                                                         | Iraq                                                                   | 1 – 1                                                                  | Polonia                                                                | Amichevole                                                             | -                                                                      |                                                                        |
| 12-8-2009                                                              | Bydgoszcz                                                              | Polonia                                                                | 2 – 0                                                                  | Grecia                                                                 | Amichevole                                                             | -                                                                      |                                                                        |
| 5-9-2009                                                               | Chorzów                                                                | Polonia                                                                | 1 – 1                                                                  | Irlanda del Nord                                                       | Qual. Mondiali 2010                                                    | -                                                                      |                                                                        |
| 9-9-2009                                                               | Maribor                                                                | Slovenia                                                               | 3 – 0                                                                  | Polonia                                                                | Qual. Mondiali 2010                                                    | -                                                                      |                                                                        |
| Totale                                                                 |                                                                        | Presenze                                                               | 47                                                                     |                                                                        | Reti                                                                   |                                                                        |                                                                        |

## Palmarès

### Allenatore

#### Competizioni nazionali
- Campionato olandese: 3

Ajax: 1979-1980, 1989-1990
Feyenoord: 1998-1999
- Supercoppa dei Paesi Bassi: 1

Feyenoord: 1999
- Campionato spagnolo: 3

Real Madrid: 1986-1987, 1987-1988, 1988-1989
- Coppa di Spagna: 1

Real Madrid: 1988-1989
- Supercoppa di Spagna: 2

Real Madrid: 1988, 1989